# Дьомкін Леонід Григорович
Леонід Григорович Дьомкін (28 серпня 1907, місто Нижньоудинськ, тепер Іркутської області, Російська Федерація — 3 грудня 1998, місто Москва, Російська Федерація) — радянський казахський діяч, секретар ЦК КП(б) Казахстану із торгівлі та громадського харчування.

## Життєпис
У 1925 році закінчив Томський політехнікум.
У 1925—1930 роках — інструктор Семипалатинської Спілки споживчих товариств. Член ВКП(б).
У 1930—1931 роках — інспектор Усть-Каменогорської районної контрольної комісії ВКП(б) — робітничо-селянської інспекції Казакської АРСР.
У 1931—1933 роках — в Усть-Каменогорському районному відділі ДПУ Казакської АРСР, інструктор кооперативу Повноважного представництва ОДПУ при РНК СРСР по Казакстану.
У 1933—1934 роках — старший інспектор Казакської крайової контрольної комісії ВКП(б) — Народного комісаріату робітничо-селянської інспекції Казакської АРСР.
У 1934—1938 роках — референт Ради народних комісарів Казакської АРСР (Казахської РСР).
У 1938—1939 роках — 1-й секретар Сталінського районного комітету КП(б) Казахстану міста Алма-Ати.
У 1939—1940 роках — секретар Алма-Атинського обласного комітету КП(б) Казахстану з пропаганди та агітації.
У 1940 — червні 1941 року — 3-й секретар Алма-Атинського міського комітету КП(б) Казахстану.
26 червня 1941 — серпень 1943 року — секретар ЦК КП(б) Казахстану із торгівлі та громадського харчування.
У серпні 1943 — 1945 року — заступник секретаря ЦК КП(б) Казахстану із торгівлі та громадського харчування — завідувач відділу ЦК КП(б) Казахстану із торгівлі та громадського харчування.
У 1945—1946 роках — слухач Вищої школи партійних організаторів при ЦК ВКП(б).
У 1946—1948 роках — слухач Вищої партійної школи при ЦК ВКП(б).
У 1948—1951 роках — заступник начальника Головного управління гастрономів Міністерства торгівлі СРСР.
У 1951—1954 роках — інструктор відділу адміністративних та торгово-фінансових органів ЦК ВКП(б) (КПРС).
У 1954—1959 роках — заступник міністра торгівлі Російської РФСР.
У 1959—1961 роках — начальник Управління кадрів Міністерства торгівлі Російської РФСР.
У 1961—1965 роках — начальник республіканської контори «Посилторг» Міністерства торгівлі Російської РФСР.
У 1965—1977 роках — заступник директора інституту «Діпроторг» Міністерства торгівлі СРСР.
З 1977 року — персональний пенсіонер у Москві.
Помер 3 грудня 1998 року в Москві.

## Нагороди
- два ордени Трудового Червоного Прапора
- медалі
- Почесні грамоти Президії Верховної ради Казахської РСР